# Frederick du Cane Godman
Frederick du Cane Godman (Godalming, Surrey, 15 de Janeiro de 1834 — Horsham, Sussex, 19 de Fevereiro de 1919), membro da Sociedade Zoológica de Londres e especialista em insectos, foi um dos naturalistas e coleccionadores mais activos do último quartel do século XIX. De saber ecléctico, interessou-se sobremaneira pela fauna e flora da América Central, tendo realizado diversas viagens de exploração àquela região. Também visitou os Açores em 1865, publicando uma das mais importantes obras sobre a história natural do arquipélago.

## Biografia

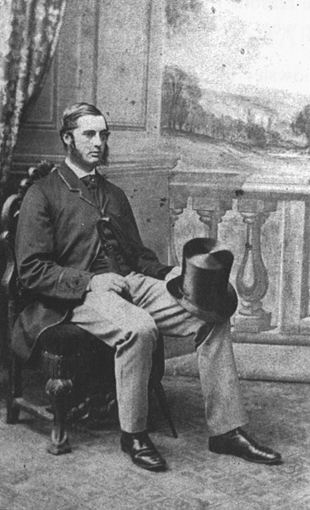
Frederick DuCane Godman.

Frederick du Cane Godman nasceu em Park Hatch, Godalming, Surrey, Inglaterra, a 15 de Janeiro de 1834. Desde muito cedo se revelou um estudante entusiasta da história natural.
Em Cambridge, onde estudou, estabeleceu íntima amizade e parceria científica com Osbert Salvin e com Alfred e Edward Newton, entusiastas da ornitologia. Alfred Newton era o líder do pequeno grupo, promovendo reuniões no Magdalene College para comparar notas e discutir as suas colecções de aves e ovos.
Godman e Salvin foram seguidores entusiastas das ideias revolucionárias de Darwin, abraçando as teorias da evolução e mantendo estreito contacto e colaboração com o seu autor.
Com Hewett Cottrell Watson e Joseph Dalton Hooker, entre outros, formaram o primeiro núcleo de cientistas empenhados na comprovação das teorias de Charles Darwin. Para tal, Godman em conjunto com Salvin, decidiram empreender a exploração biológica sistemática de uma região do mundo, escolhendo, pela sua biodiversidade, a América Central.
Durante 36 anos produziram 62 volumes, cobrindo todos os ramos da história natural, assegurando a colaboração dos maiores especialistas da época em cada um dos grupos taxonómicos estudados e concentrando os seus esforços pessoais nas áreas da ornitologia e dos lepidópteros. No âmbito dos seus estudos de história natural, Godman tornou-se num ávido coleccionador, acumulando as melhores colecções privadas de história natural do seu tempo.
Godman pertencia à aristocracia inglesa, tendo casado em 1874 com Edith Elwes, também de família aristocrata. Edith Elwes faleceu cerca de um ano depois. Godman casou em segundas núpcias com Alice Mary Chaplin.
Fixou-se em Lower Beeding, Horsham, Sussex, vivendo num palacete denominado South Lodge, hoje um hotel. Na aldeia de Cowfold, situada a poucos quilómetros, a sua memória é preservada no edifício vitoriano de Haywards Heath Road, por ele oferecido à comunidade local.
Godman ganhou nomeada com a edição, em colaboração com Osbert Salvin, da obra Biologia Centrali-Americana - Contributions to the Knowledge of the Fauna and Flora of Mexico and Central America (Londres, 1879-1915), um verdadeiro tratado, em 67 volumes, no qual produziu uma sinopse de tudo o que então era conhecido sobre a fauna e flora da América Central. Esta obra, que reuniu a contribuição dos maiores especialistas da época em todos os ramos da história natural, e em outras matérias, é talvez a mais monumental das publicações biológicas de todos os tempos, contendo 1677 gravuras, das quais mais de 900 coloridas. Foi publicada a intervalos irregulares, por vezes em volumes mensais, ao longo de 37 anos (1879 a 1915). O prefácio é de Joseph Dalton Hooker, também autor de um dos apêndices.
Esta obra, com mais de um século de existência, é ainda uma referência obrigatória em qualquer trabalho de investigação sobre o biota daquela região. Consta de praticamente todas as bibliotecas especializadas em biologia, existindo diversas reedições parciais em papel e em microfilme. Um dos volumes inclui os trabalhos pioneiros de Alfred Percival Maudslay sobre as ruínas Maia de Copán, Quirigua, Palenque, Yaxchilan, Tikal e Chichen Itza.
Para além do seu trabalho como editor da Biologia Centrali-Americana, Godman participou em diversas expedições à América Central, às Caraíbas, aos Açores e a outras regiões, sendo autor de diversas comunicações científicas e editor de numerosos trabalhos no campo da biologia. Pelo menos uma espécie de formiga foi denominada em sua honra (Cylindromyrmex godmani Forel 1899).
Outra obra de Godman que despertou grande interesse foi a sua A monograph of the petrels (order Tubinares) (Londres, 1907), obra que contém ilustrações de grande qualidade, hoje consideradas entre os clássicos da ilustração biológica.
Manteve correspondência com Charles Darwin no período 1867-1871 e foi membro do administração (trustee) do British Museum (Natural History Museum) até que faleceu em Londres a 19 de Fevereiro de 1919, tendo legado a sua vasta colecção àquela instituição.
A sua espantosa colecção privada, hoje à guarda do British Museum, era constituída por 50 000 espécimes de aves, 120 000 de coleópteros, 30 000 de lepidópteros, 18 000 de dípteros, 11 000 de hemípteros e 5 000 de himenópteros.
Em sua memória foi estabelecido um Fundo destinado a financiar trabalhos de exploração biológica. O Godman Exploration Fund ainda perdura, tendo já financiado expedições que permitiram a descoberta de alguns milhares de espécies. Também a British Ornithologists' Union, da qual foi co-fundador, instituiu a Godman-Salvin Medal em sua honra.

### Godman e os Açores
Após uma passagem à vista dos Açores, aquando uma viagem às Caraíbas em 1861, que lhe despertou a curiosidade, Godman visitou o arquipélago em 1865, permanecendo nas ilhas durante cerca de 4 meses. Acompanhado pelo colector James Alexander Brewer, especialista em coleópteros, que tinha contratado, visitou demoradamente a maioria das ilhas, particularmente São Miguel, Pico e Flores.
Dessa visita resultaram várias comunicações a sociedades científicas e a publicação de um livro intitulado Natural History of the Azores or Western Islands, obra que, para além de uma listagem das espécies então conhecidas para os Açores, contém uma interessante narrativa das aventuras e desventuras de Godman durante a sua permanência no arquipélago.
Para elaborar a sua obra sobre os Açores, Godman recrutou os melhores especialistas da época sobre as diversas matérias a incluir. Entre os especialistas que colaboraram na obra, conta-se Hewett Cottrell Watson, botânico de nomeada, que havia visitado os Açores em 1842 a bordo do HMS Styx aquando uma das campanhas hidrográficas do Capitão Alexander Vidal.

## Publicações
Algumas gravuras de livros editados por F. C. Godman Principais obras de Frederick du Cane Godman produziu ou editou:
- Natural History of the Azores or Western Islands,John van Voorst, Paternoster Row, London, 1870;
- A Monograph of the Petrels (Order Tubinares),London: Witherby and Co., 1907-10.
- Biologia centrali-americana or Contributions to the Knowledge of the Fauna and Flora of Mexico and Central America,63 volumes; editado por Frederick Du Cane Godman e Osbert Salvin.Publicado para os editores por R.H. Porter e Dulau & Co., London, 1879-1915.
- The Geographical Distribution of Animals,with a Study of the Relations of Living and Extinct Faunas Elucidating the Past Changes of the Earth's Surface, de Alfred Russel Wallace, 2 vol., MacMillan, London, 1876.
- Catalogus Rerum Naturalium Rarissimarum, de Anton Heinrich Lichtenstein (1753-1816). Reeditado por Godman. Taylor and Francis, London, 1882.